# Сузан Плешет
Сузан Плешет (енгл. Suzanne Pleshette) била је америчка глумица.
Рођена је 31. јануара 1937. године у Њујорку, а преминула је од рака плућа 19. јануара 2008. године у Лос Анђелесу.

## Филмографија
| Улоге Сузан Плешет |              |               |             |          |
| Година             | Српски назив | Изворни назив | Улога       | Напомена |
| 1963.              | Птице        | Birds         | Ени Хејворт |          |